# پایان بازی (ترانه)
«پایان بازی» (انگلیسی: End Game) ترانه‌ای از تیلور سوئیفت، خواننده-ترانه‌نویس آمریکایی با حضور خوانندهٔ انگلستانی اد شیرن و رپر آمریکایی فیوچر است. این ترانه از ششمین آلبوم استودیویی سوئیفت، اعتبار (۲۰۱۷) گرفته شده‌است. این ترانه نوشتهٔ این سه هنرمند و تهیه کنندگانش، مکس مارتین و شلبک است. از نظر موسیقایی، «پایان بازی» یک ترانه پاپ رپ با عناصر هیپ هاپ و آراندبی است که ترکیبی از کادانسهای شل، بیت‌های ترپ و درامهای تأثیرگرفته از هیپ هاپ است. در متن ترانه، این سه هنرمند در مورد پیدا کردن عشق واقعی خود در میان شایعات پر سر و صدا از شهرت انگاشته‌شده صحبت می‌کنند.
این ترانه چهار روز پس از انتشار آلبوم در ۱۴ نوامبر ۲۰۱۷ به عنوان تک‌آهنگی از آلبوم اعتبار منتشر شد. «پایان بازی» با نقدهای مختلفی از سوی منتقدان معاصر روبه‌رو شد. برخی از منتقدان آزمایش‌گری هیپ هاپ سوئیفت، اشعار کنایه‌دار، ورس فیوپر و تولید گیرندهٔ پنداشته‌شدهٔ آن را تحسین کردند. دیگر منتقدان از حضور شیرن تحت تأثیر قرار نگرفته و تولید آن را ملایم خواندند. این تک‌آهنگ جزو ده‌تای برتر پرفروش ایرپلی در کاستاریکا، جمهوری دومینیکن و اسرائیل بود. همچنین در جدول تک‌آهنگ‌های استرالیا، کانادا و یونان به چهل‌تای برتر رسید. در ایالات متحده، «پایان بازی» در جایگاه ۱۸ جدول ۱۰۰ تک‌آهنگ داغ بیلبورد قرار گرفت و به پنجاه و پنجمین ورودی در چهل‌تای برتر سوئیفت تبدیل شد. این ترک در استرالیا، کانادا و ایالات متحده گواهی‌نامه پلاتین و همچنین در نروژ گواهی‌نامه پلاتین دوگانه دریافت کرد.
موزیک ویدئو برای این تک‌آهنگ به کارگردانی جوزف کان، در ۱۲ ژانویه ۲۰۱۸ منتشر شد. این ویدئو مهمانی سوئیفت را با فیوچر در میامی، با شیرن در توکیو و سایر دوستان در لندن نشان می‌دهد. سوئیفت «پایان بازی» را در جینگل بال ۲۰۱۷ و در حین نمایش تور استادیومی اعتبار اجرا کرد.

## تولید و ترکیب‌بندی
«پایان بازی» توسط مکس مارتین و شلبک تهیه شد. این دو همچنین با همکاری تیلور سوئیفت، اد شیرن و فیوچر ترانه را نوشتند. سوئیفت به عنوان خوانندهٔ اصلی شناخته می‌شود، در حالی که شیرن و فیوچر به عنوان هنرمندان حضوری شناخته می‌شوند. این ترانه برای ششمین آلبوم استودیویی سوئیفت، اعتبار (۲۰۱۷) ضبط شده‌است. «پایان بازی» تنها ترانه موجود در اعتبار است که هنرمندان مهمان در آن حضور دارند. شیرن برای ترانه‌سرایی خود هنگام حضور در یک مهمانی چهارم ژوئیه در محل اقامت سوئیفت در رود آیلند از این الهام استفاده کرد. در آن مهمانی، شیرن با چری سیبورن، دختری روبرو شد که با او به همان مدرسه رفت. آنها دوباره به هم رسیدند و در نهایت ازدواج کردند. در ورس او اشاره ای به فیلم متولد چهارم جولای (۱۹۸۹) وجود دارد که نمادی از آغاز رابطه او با سیبورن است.
از نظر موسیقایی، «پایان بازی» ترکیبی از هیپ هاپ و آراندبی است. بیلبورد ترانه را پاپ رپ طبقه‌بندی کرد، در حالی که میشل دا سیلوا از روزنامهٔ نوو آن را ترانه‌ای پاور پاپ خوانده‌است. این آهنگ شامل کادانس‌های شل، بیت‌هایترپ و درام‌های تحت تأثیر هیپ هاپ است که میگان گاروی از پیچفورک آن را نشان دهندهٔ ترندهای هیپ هاپ/آراندبی سال ۲۰۱۷ توصیف کرده‌است. در متن ترانه، این سه هنرمند در مورد پیدا کردن عشق واقعی خود در میان شایعات پر سر و صدا از شهرت انگاشته‌شده صحبت می‌کنند. در ابتدای این ترانه، سوئیفت بیان می‌کند که او و معشوقه‌اش هر دو دارای شهرت «بد» و «بزرگ» هستند. فیوچر سپس این دیدگاه را تکرار می‌کند و می‌گوید او «شخصیت یک پسر بد را دارد، همان چیزی که بقیه دوست دارند». شیرن در قسمت خود در مورد چگونگی عشقش «در چهارم ژوئیه متولد شد» رپ‌خوانی می‌کند. سوئیفت در قسمت خود نیمهٔ خوانندگی و نیمه رپ‌خوانی که به شیوه هیپ هاپ می‌خواند، و تمسخر شایعات رسانه ای در مورد تصویرش را ارائه می‌دهد: «قسم می‌خورم که دنبال شایعه‌ها نیستم، شایعه‌ها منو دوست دارند». هنگامی که سوئیفت در حال خواندن «می‌خواهم بازی آخرت باشم» برای معشوق‌اش است، هم‌صداهای ترانه شنیده می‌شود.

## انتشار و تبلیغات

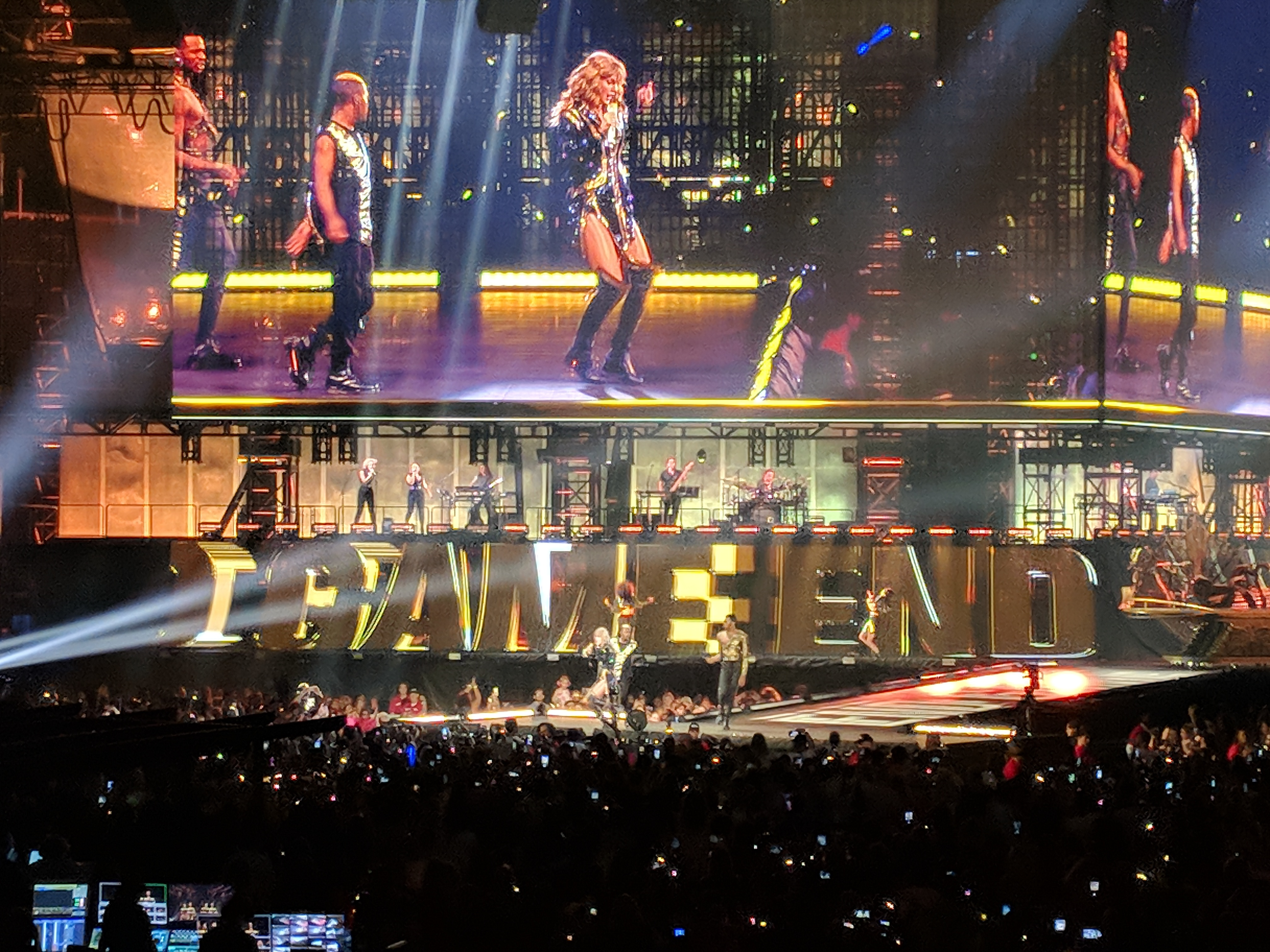
سوئیفت هنگام اجرای «پایان بازی» در تور استادیومی اعتبار خود (۲۰۱۸)

«پایان بازی» قطعهٔ شماره دو در فهرست قطعه‌های اعتبار است که در ۱۰ نوامبر ۲۰۱۷ در سراسر جهان منتشر شد. این ترانه در ۱۴ نوامبر ۲۰۱۷ توسط بیگ مشین و مرکوری رکوردز به عنوان تک‌آهنگ‌ی از آلبوم به رادیو محبوب معاصر فرانسوی فرستاده شد. سپس این تک‌آهنگ در ایالات متحده، استرالیا و پادشاهی کتحده به‌صورت رادیویی پخش شد.
سوئیفت و شیرن برای نخستین‌بار «پایان بازی» را در طول فستیوال جینگل بال به میزبانی رادیو آی‌هارت در ۲ دسامبر ۲۰۱۷ اجرا کردند. نسخه تک‌خوان این ترانه در فهرست اجراهای پابرجای تور استادیومی اعتبار (۲۰۱۸) سوئیفت قرار گرفت.

## موزیک ویدئو
در ۲ دسامبر ۲۰۱۷، شیرن در فستیوال جینگل بال تأیید کرد که یک موزیک ویدئو برای این ترانه منتشر خواهد شد. در ۱۰ ژانویه ۲۰۱۸، سوئیفت از طریق برنامه خود در شبکه‌های اجتماعی "د سوئیفت لایف"—برنامه‌ای که برای حمایت از اعتبار برای طرفداران ایجاد کرده‌است—اعلام کرد که موزیک ویدئوی این ترانه در ۱۲ ژانویه منتشر می‌شود و قطعه‌ای کوتاه از ویدئو در صبح ۱۱ ژانویه در صبح بخیر آمریکا به نمایش در می‌آید. سوئیفت برای نخستین بار یک قطعه ۲۰ ثانیه ای از موزیک ویدئو را در صبح بخیر آمریکا به نمایش درآورد و بعداً همان روز آن را در حساب‌های خود در شبکه‌های اجتماعی منتشر کرد.
در ۱۲ ژانویه ۲۰۱۸، سوئیفت ویدئو را در کانال ویوو خود بارگذاری کرد. این ویدئو به کارگردانی جوزف کان به تصویر کشیدن مهمانی سوئیفت در سه مکان شبانه می‌پردازد: با فیوچر در یک یات در میامی، با شیرن در یک کلوپ شبانه در توکیو و با دوستان مختلف در یک اتوبوس دوطبقه در لندن. سوئیفت و فیوچر هنگام خوانندگی/رپ‌خوانی، نشسته در صندلی کنار راننده در لامبورگینی اونتادور همراه با فیوچر دیده می‌شود. در یکی از صحنه‌های لندن، سوئیفت دیده می‌شود که در یک میله نشسته و درحال بازی مار روی کنسول بازی دستی است، که اشاره به شهرت وی به عنوان «مار» در هنگام تبلیغ آلبوم دارد. این ارجاع همچنین در یکی از صحنه‌های توکیو—که در آن سوئیفت سوار بر موتورسیکلت با لباس فرم طرح پوست مار است—اشاره شده‌است.

## اعتبارها و پرسنل
اعتبارها و پرسنل از یادداشت‌های روی جلد اعتبار گرفته شده‌است.
استودیو
- Engineered at MXM Studios (Los Angeles)
- Engineered at Seismic Activities Studios (Portland, Oregon)
- Engineered at MXM Studios (Stockholm, Sweden)
- Engineered at Tree Sound Studios (Atlanta, Georgia)
- Mixed at MixStar Studios (Virginia Beach, Virginia)
- Mastered at  Sterling Sound Studios  (New York)

پرسنل
- Taylor Swift – songwriter, producer
- Max Martin – producer, songwriter, keyboards, programming
- Shellback – producer, songwriter, keyboards, programming, drums, bass
- Ed Sheeran – songwriter
- Nayvadius Wilburn – songwriter
- Ilya – vocal production
- Sam Holland – engineer
- Michael Ilbert – engineer
- Seth Ferkins – engineer
- Cory Bice – asssistant engineer
- Jeremy Lertola – asssistant engineer
- Sean Flora – asssistant engineer
- Peter Karlsson – asssistant engineer
- Mike Synphony – asssistant engineer
- Daniel Watson – asssistant enginee
- Serban Ghenea – mixing
- John Hanes – mix engineer
- Randy Merrill – mastering

## گواهی‌نامه‌ها
| منطقه                                   | گواهی     | واحد گواهی‌شده/فروش |
| --------------------------------------- | --------- | ------------------ |
| استرالیا (آی‌اف‌پی‌آی استرالیا)            | پلاتین    | ۷۰٬۰۰۰             |
| برزیل (پرو موزیکا برزیل)                | طلا       | ۲۰٬۰۰۰             |
| کانادا (میوزیک کانادا)                  | پلاتین    | ۸۰٬۰۰۰             |
| نروژ (آی‌اف‌پی‌آی نروژ)                    | ۲× پلاتین | ۱۲۰٬۰۰۰            |
| بریتانیا (بی‌پی‌آی)                       | نقره      | ۲۰۰٬۰۰۰            |
| ایالات متحده (آرآی‌ای‌ای)                 | پلاتین    | ۱٬۰۰۰٬۰۰۰          |
| رقم فروش+پخش جاری تنها بر پایهٔ گواهی‌ها. |           |                    |

## تاریخچهٔ انتشار
| منطقه         | تاریخ          | فرمت              | ناشر               | منا.          |
| ------------- | -------------- | ----------------- | ------------------ | ------------- |
| فرانسه        | ۱۴ نوامبر ۲۰۱۷ | رادیو محبوب معاصر | بیگ مشین مرکوری    | [ ۳۳ ] [ ۱۳ ] |
| ایالات متحده  | ۳ دسامبر ۲۰۱۷  | رادیو محبوب معاصر | بیگ مشین ریپابلیک  | [ ۱۴ ]        |
| استرالیا      | ۱۲ ژانویه ۲۰۱۸ | رادیو محبوب معاصر | بیگ مشین یونیورسال | [ ۱۵ ]        |
| پادشاهی متحده | ۲۶ ژانویه ۲۰۱۸ | رادیو محبوب معاصر | بیگ مشین           | [ ۱۶ ]        |